# Paul Crawford (Jazzmusiker)

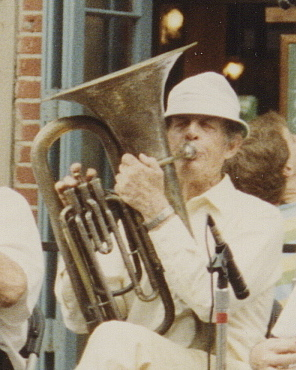
Paul Crawford (1990)

Paul Crawford (* 16. Februar 1925 in Atmore (Alabama); † 31. Juli 1996 in New Orleans) war ein US-amerikanischer Jazz-Musiker (Posaune, Baritonhorn) und Musikhistoriker.
Paul Crawford studierte am Eastman Conservatory in Rochester (New York) und kam 1951 nach New Orleans; dort war er Co-Leader der Crawford-Ferguson Night Owls. Erste Aufnahmen entstanden 1957 mit den Lakefront Loungers. Er arbeitete außerdem ab 1967 mit dem New Orleans Ragtime Orchestra (mit dem er am Soundtrack des Films Pretty Baby (Regie: Louis Malle, 1978) mitwirkte), der Olympia Brass Band von Harold Dejan und anderen Orchestern. Crawford war zwischen 1958 und 1991 an 55 Aufnahmesessions beteiligt, u. a. mit Pud Brown, The Raspberry Ragtimers und Doc Cheatham. 
Crawford war Associate Curator des Jazzarchiv der Tulane University und führte zahlreiche Interviews für eine Oral History des Jazz durch. Er starb im Juli 1996 an den Folgen von Lungenkrebs.